# Édouard Damarin
Édouard Damarin, aussi connu sous les pseudonymes Édouard ou Ernest (1787-avant 1867), est un auteur dramatique français.

## Biographie

### Identité
Les dates et lieux précis de naissance et de décès d'Édouard Damarin, également appelé par les pseudonymes Édouard ou Ernest, sont inconnus.
Par ailleurs, son identité est, de son vivant, sujette à caution. Ainsi, en 1844, lors de la création de la pièce Les Marocaines au théâtre du Vaudeville, plusieurs articles de presse laissent entendre de façon plus ou moins détournée que Damarin serait le pseudonyme de Virginie Ancelot,, voire de son mari Jacques-François Ancelot, tous deux dramaturges. Un démenti est toutefois publié au nom de « M. Édouard Damarin ».

### Carrière
Ses pièces ont été représentées sur les grandes scènes parisiennes du XIXe siècle : théâtre du Vaudeville, théâtre de l'Ambigu-Comique, théâtre des Variétés, etc. Il a collaboré avec Clairville. 
Dans la première édition de son annuaire, parue en 1867 et portant sur l'exercice 1866-1867, la Société des auteurs et compositeurs dramatiques fait figurer le nom d'Édouard Damarin dans la liste des sociétaires décédés, sans indiquer l'année de sa mort.

## Œuvres
- 1823 : La Maison incendiée, ou les Enfants du charbonnier, mélodrame anecdotique en 1 acte, avec Constant Ménissier, au Cirque-Olympique (14 février)
- 1823 : L'Hôtel de l'Union, vaudeville en 1 acte, avec Benjamin Antier, au théâtre de l'Ambigu-Comique (26 février)
- 1826 : Le Garçon de recette, ou la Rente, comédie en 1 acte, mêlée de couplets, avec Benjamin Antier, au théâtre de l'Ambigu-Comique (12 décembre)
- 1828 : Le Retour au département, pièce en 1 acte, mêlée de couplets, avec Anicet Bourgeois et Pierre Tournemine, au théâtre de l'Ambigu-Comique (3 novembre)
- 1830 : Benjamin Constant aux Champs-Elysées, tableau en 1 acte mêlé de couplets, avec Benjamin Antier et Victor Lottin, au théâtre de l'Ambigu-Comique (8 janvier)
- 1831 : Un duel, drame en deux tableaux, avec Isidore Courville, au théâtre de l'Ambigu-Comique (17 avril)
- 1832 : Les Intimes, drame, avec Isidore Courville, au théâtre de l'Ambigu-Comique (10 juillet)
- 1836 : Satan, ou le Diable à Paris, comédie-vaudeville en 4 actes, avec un prologue et un épilogue, avec Clairville, musique de Alexandre Pierre Joseph Doche, au théâtre de la Gaîté (31 décembre), reprise en 1844 au théâtre du Vaudeville (23 juillet) et au théâtre Impérial de Saint-Petersbourg (7 octobre), ou encore en 1851 au théâtre des Délassements-Comiques (24 septembre)
- 1844 : Les Marocaines, comédie-vaudeville en 1 acte, avec Clairville, au théâtre du Vaudeville (21 août)
- 1849 : Lorettes et Aristos, ou Une soirée au Ranelagh, tableau-vaudeville en un acte, avec Paul Siraudin et Ferdinand de Villeneuve, au théâtre des Variétés (31 août)